# 岳虹
岳虹（1973年7月26日—），臺灣女演員。

## 簡歷
出生於苗栗，自幼父母離異，跟著爸爸過著貧寒的生活。從小就開始幫家裡謀生賺錢。7歲時到工地撿磚頭，幫爸爸賺錢補貼家用。19歲時只帶著200元到台中找有供吃住的工作，後來到台北發展時因緣際會進入演藝圈。

## 電視劇
| 年份   | 頻道             | 劇名                                    | 飾演         | 備註 |
| 1992年 | 中視             | 《誰騙了我》                            |              |      |
|        | 中視             | 《春風》                                | 黃素蘭       |      |
| 1993年 | 台視             | 《天下第一棒》                          | 翁月紅       |      |
| 1994年 | 台視             | 《春秋茶室》                            |              |      |
| 1995年 | 台視             | 《愛人同志》                            | 吳玲惠       |      |
| 1996年 | 華視             | 《台灣靈異事件》單元：來世再見          | 李惠芬       |      |
| 1998年 | 華視             | 《台灣靈異事件》單元：一見發財          | 金鳳         |      |
| 1998年 | 華視             | 《歡喜發大財》                          | 鄭美娜       |      |
| 1998年 | 民視             | 《春天後母心》                          | 李文心       |      |
| 1999年 | 華視             | 《台灣靈異事件》單元：碾玉觀音 文英殉職 | 羅彩虹       |      |
| 1999年 | 華視             | 《圖騰印》                              | 林心華       |      |
| 1999年 | 台視             | 《雨中鳥》                              | 張文玲       |      |
| 1999年 | 華視             | 《何日君再來》                          | 吳寶珍       |      |
| 1999年 | 民視             | 《親戚不計較》                          | 吳迎弟       |      |
| 2001年 | 台視             | 《春風》                                | 阿惠         |      |
| 2001年 | 民視             | 《飛龍在天》                            | 蕭秋鳳       |      |
| 2005年 | 民視             | 《意難忘》                              | 蘇月虹       |      |
| 2007年 | 台視             | 《神機妙算劉伯溫》第七單元：皇城龍虎鬥  | 和嫣寧       |      |
| 2007年 | 民視             | 《愛》                                  | 王麗雪       |      |
| 2008年 | 華視             | 《三明治先生》                          | 林慶珠       |      |
| 2009年 | 央視             | 《又見阿郎》                            | 阿蘭姨       |      |
| 2010年 | 民視             | 《夜市人生》                            | 鄭麗麗       |      |
| 2010年 | 民視             | 《新兵日記》                            | 鄭玉雀       |      |
| 2010年 | 廣西都市         | 《天涯赤子心》                          | 鄭張月嬌     |      |
| 2011年 | 三立台灣台       | 《牽手》                                | 廖麗君       |      |
| 2012年 | 大愛電視台       | 《生命花園》                            | 林玉鳳       |      |
| 2012年 | 大愛電視台       | 《天涯歌女》                            | 林香蘭       |      |
| 2013年 | 三立台灣台       | 《天下女人心》                          | 郭艷紅       |      |
| 2014年 | 三立台灣台       | 《世間情》                              | 錢月霞       |      |
| 2014年 | 大愛電視台       | 《土虱變菩薩》                          | 楊麗玉       |      |
| 2015年 | 三立台灣台       | 《珍珠人生》                            | 秀蓮         |      |
| 2015年 | 大愛電視台       | 《春子》                                | 翁母         |      |
| 2015年 | 三立台灣台       | 《甘味人生》                            | 李鳳琴       |      |
| 2018年 | 三立台灣台       | 《金家好媳婦》                          | 孫燕卿       |      |
| 2019年 | 華視、中天娛樂台 | 《最佳利益》                            | 黃麗珊(客串) |      |
| 2019年 | 三立台灣台       | 《天之蕉子》                            | 張艷紅       |      |
| 2021年 | 民視             | 《黃金歲月》                            | 周麗君       |      |
| 2023年 | 三立台灣台       | 《天道》                                | 朱麗萍       |      |
| 2025年 | 三立台灣台       | 《百味人生》                            | 蕭秀春       |      |

## 電影
| 年份 | 片名                     | 飾演       | 導演   | 備註     |
| 1991 | 《一九九二風塵女》       |            | 黃有成 |          |
| 1991 | 《失聲畫眉》             | 金蓮       | 江 浪  |          |
| 1992 | 《劍霸天下》             | 安妮＆菁菁 | 蘇沅峯 |          |
| 1992 | 《賭命夕陽》             |            | 廖家榮 |          |
| 1993 | 《驅魔道長》             | Anny       | 午 馬  |          |
| 1994 | 《21紅色名單》           |            | 莊胤建 |          |
| 1994 | 《罌粟》又名《山中往事》 | 陳貴康妻   | 何 藩  | 露奶演出 |
| 1994 | 《性愛韋小寶之玩女大王》 | 東方仙蒂   | 杜海生 |          |
| 1997 | 《國道封閉》             | 豔舞女郎   | 何 平  |          |
| 2001 | 《玉女紅星》             |            |        |          |
| 2003 | 《高校太保》             |            |        |          |

## MV
| 年份 | 曲名           | 歌手           | 專輯           | 備註 |
| 2003 | 《愛你的記號》 | 王中平＆向蕙玲 | 《愛你的記號》 |      |

## 外部連結
- 岳虹的Facebook專頁*（页面存档备份，存于）
- 岳虹在香港影庫上的簡介